# Gliese 667 Cc
Gliese 667 Cc es un exoplaneta supertierra descubierto el 21 de noviembre de 2011 por el espectrógrafo HARPS, y confirmada su existencia el 2 de febrero de 2012, que orbita la estrella Gliese 667 C, a una distancia de 23,6 años luz. Gliese 667 Cc se encuentra en un sistema estelar triple en la constelación del Escorpión, y el planeta es el segundo o tercero con respecto a la distancia de su estrella, en un sistema formado por al menos seis planetas.

## Características físicas y habitabilidad
El planeta orbita dentro de la zona de habitabilidad estelar de Gliese 667 C, a una distancia de 0,1251 UA, con un periodo orbital de tan solo 28,1 días. Es una supertierra, con una masa mínima de 3,80 veces mayor que la de la Tierra, y un radio estimado de 1,54 (siendo 1 el radio de la Tierra, y asumiendo que se trata de un planeta rocoso).

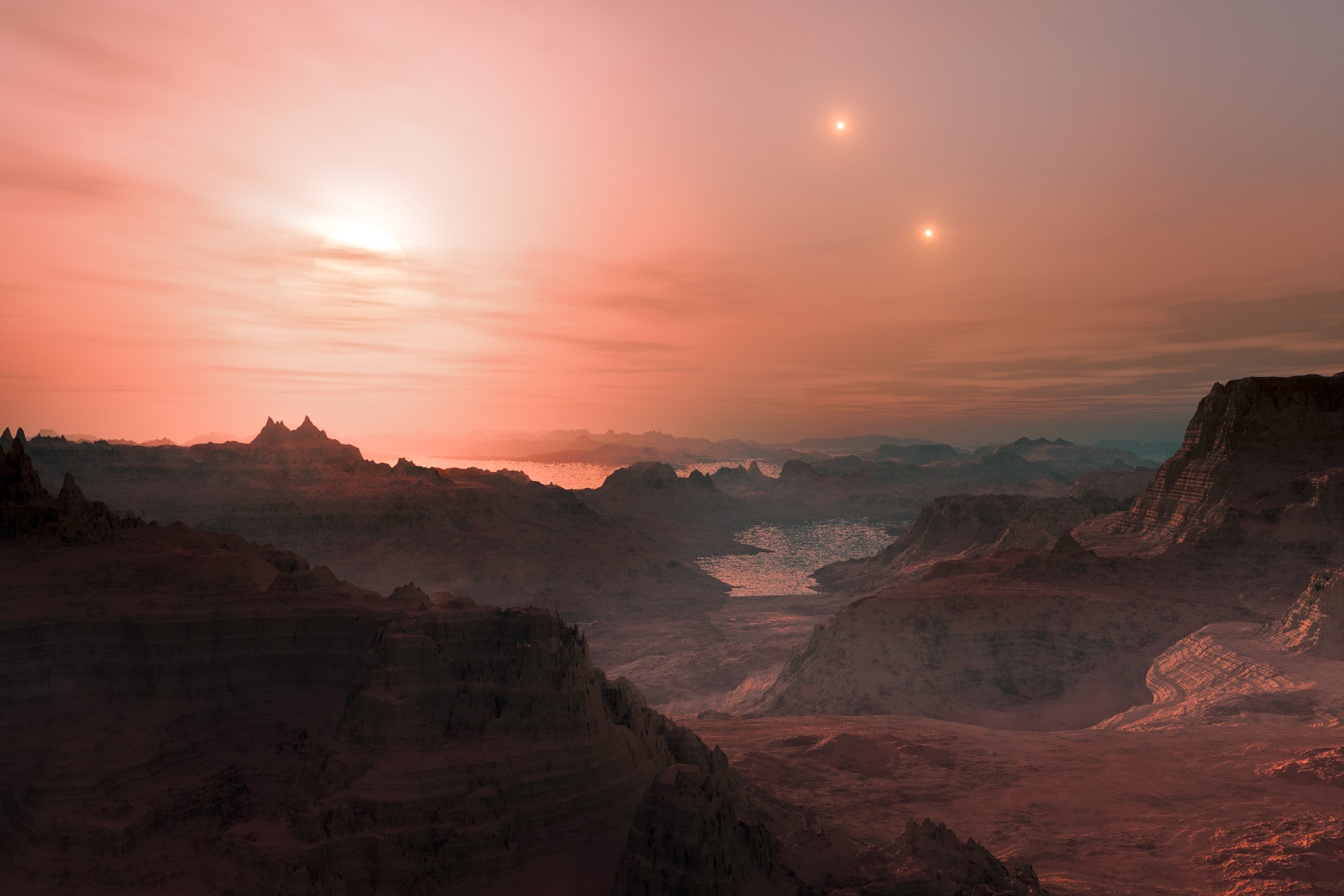
Impresión artística del terminador en Gliese 667 Cc, con las estrellas Gliese 667 A, B, y C de fondo

Cuando se descubrió era el exoplaneta confirmado que guardaba una mayor similitud con la Tierra, con un IST del 84 %. Guillem Anglada-Escudé señaló en un artículo publicado en Astrophysical Journal Letters a principios de 2012, que este era el exoplaneta (confirmado) con más posibilidades de contener agua líquida y formas de vida debido al lugar en el que se encuentra. En enero de 2015 se confirmó la existencia de dos exoplanetas con mayor IST, Kepler-438b (88 %) y Kepler-296e (85 %). Además, el telescopio espacial Kepler ha descubierto indicios de la existencia de un planeta con una similitud propia de un auténtico gemelo de la Tierra, KOI-4878.01 (98 %), que podría ser confirmado en un futuro cercano con nuevas observaciones (han podido distinguirse varios tránsitos hasta la fecha).
Si tuviera una atmósfera similar a la de la Tierra, la temperatura media de Gliese 667 Cc sería ligeramente inferior, con 13 °C (en la Tierra son 15 °C). El planeta tendría una gravedad un poco mayor que la terrestre, equivalente a 1,32 g, y se especula que la luminosidad del planeta sería un 90 % de la que recibe la Tierra.

### Variabilidad estelar
Gliese 667 Cc orbita alrededor de una enana roja tres veces más pequeña que el Sol, conocidas por estar sujetas a erupciones estelares o llamaradas (denominadas también estrellas fulgurantes). La menor masa de este tipo estelar les confiere una luminosidad muy inferior a la del Sol y suele suponer una mayor proximidad de sus cuerpos planetarios respecto a la estrella anfitriona, encontrándose su zona de habitabilidad muy próxima a ella. La cercanía de Gliese 667 Cc con su estrella podría provocar que el planeta estuviese constantemente expuesto al bombardeo de rayos X o radiación ultravioleta, que harían más difícil la existencia de vida (véase habitabilidad en sistemas de enanas rojas).

### Anclaje por marea
Otro posible problema derivado de la proximidad de la órbita a una enana roja en su zona habitable, para la existencia de vida, es que el planeta probablemente se encuentre anclado por marea, como la Luna respecto a la Tierra, por lo que no tendría rotación alguna y ofrecería siempre la misma cara a su estrella. De este modo, un hemisferio del planeta siempre estaría expuesto a la luz del día y el otro permanecería eternamente en la oscuridad.
Los expertos aún debaten sobre el efecto que el acoplamiento de marea puede tener sobre la habitabilidad de un planeta. En cuerpos poco masivos, la totalidad de su potencial atmósfera y océanos se congelarían en el lado nocturno, si bien en planetas con una atmósfera lo suficientemente gruesa el calor podría repartirse eficazmente por toda su superficie. Gliese 667 Cc tiene una masa superior a la Tierra y en consecuencia una atracción gravitatoria mayor, por lo que es posible que cuente con más presión atmosférica. En cualquier caso, entre el abrasador lado diurno y el congelado nocturno, debería existir una amplia zona del crepúsculo donde las temperaturas podrían ser ideales para la vida.

### Vida inteligente
Gliese 667 Cc se encuentra a 23,6 años luz, una distancia relativamente cercana, por lo que cualquier forma de vida inteligente que pudiese habitar este planeta llevaría más de un siglo recibiendo nuestras señales de radio y hace décadas que podríamos haber recibido una respuesta. La edad de Gliese 667 C, estimada en unos 2000 millones de años, no habría dado lugar a una evolución similar a la terrestre, si hubiese seguido un patrón parecido. 
La enana roja Gliese 667 C tiene una vida estimada de entre dos mil y diez mil millones de años, por lo que las formas de vida que pudiesen existir en Gliese 667 Cc podrían haber tenido considerablemente menos tiempo para evolucionar que las de la Tierra.